# Jurij Burlakov
Jurij Il'ič Burlakov (cirillico Юрий Ильич Бурлаков, traslitterazione anglosassone Yury Ilyich Burlakov; Chabarovsk, 31 gennaio 1960) è un ex fondista sovietico.
Nelle liste FIS è registrato come Juri Burlakov.

## Biografia
In Coppa del Mondo esordì il 27 marzo 1982 a Castelrotto (4°) e ottenne il primo podio il 18 dicembre dello stesso anno a Davos (3°).
In carriera prese parte a due edizioni dei Giochi olimpici invernali, Sarajevo 1984 (11° nella 30 km) e Calgary 1988 (12° nella 30 km, 26° nella 50 km), e a tre dei Campionati mondiali, vincendo due medaglie.

## Palmarès

### Mondiali
- 2 medaglie:
  - 1 oro (staffetta a Oslo 1982)
  - 1 argento (50 km TC[1] a Oslo 1982)

### Coppa del Mondo
- Miglior piazzamento in classifica generale: 7º nel 1983
- 3 podi (tutti individuali[2])[3]:
  - 3 terzi posti